# Edelgard Bulmahn
Edelgard Bulmahn (ur. 4 marca 1951 w Petershagen) – niemiecka polityk i nauczycielka, działaczka Socjaldemokratycznej Partii Niemiec, deputowana do Bundestagu, w latach 1998–2005 minister edukacji i badań naukowych.

## Życiorys
Po maturze uzyskanej w rodzinnej miejscowości przez rok przebywała w kibucu Beror Chajil w Izraelu. Następnie ukończyła studia z zakresu nauk politycznych i anglistyki w Hanowerze, po czym w 1978 i 1980 zdała państwowe egzaminy nauczycielskie I oraz II stopnia. Do 1987 pracowała jako nauczycielka w Hanowerze.
W 1969 wstąpiła do Socjaldemokratycznej Partii Niemiec. W latach 1993–2011 była członkinią zarządu krajowego, a od 1995 do 2011 przewodniczącą forum naukowego partii. W latach 1998–2003 przewodniczyła SPD w Dolnej Saksonii. W 1987 po raz pierwszy uzyskała mandat posłanki do Bundestagu. Z powodzeniem ubiegała się o reelekcję w wyborach w 1990, 1994, 1998, 2002, 2005, 2009 i 2013.
27 października 1998 została powołana na urząd ministra edukacji i badań naukowych w pierwszym rządzie Gerharda Schrödera. Pozostała na tym urzędzie również w drugim gabinecie tego kanclerza, sprawując go do 22 listopada 2005. W 2013 powołana na wiceprzewodniczącą niższej izby niemieckiego parlamentu.
Zamężna z Joachimem Wolschke-Bulmahnem, profesorem architektury krajobrazu na Uniwersytecie Gottfrieda Wilhelma Leibniza w Hanowerze.